# Gilbert Monell Hitchcock

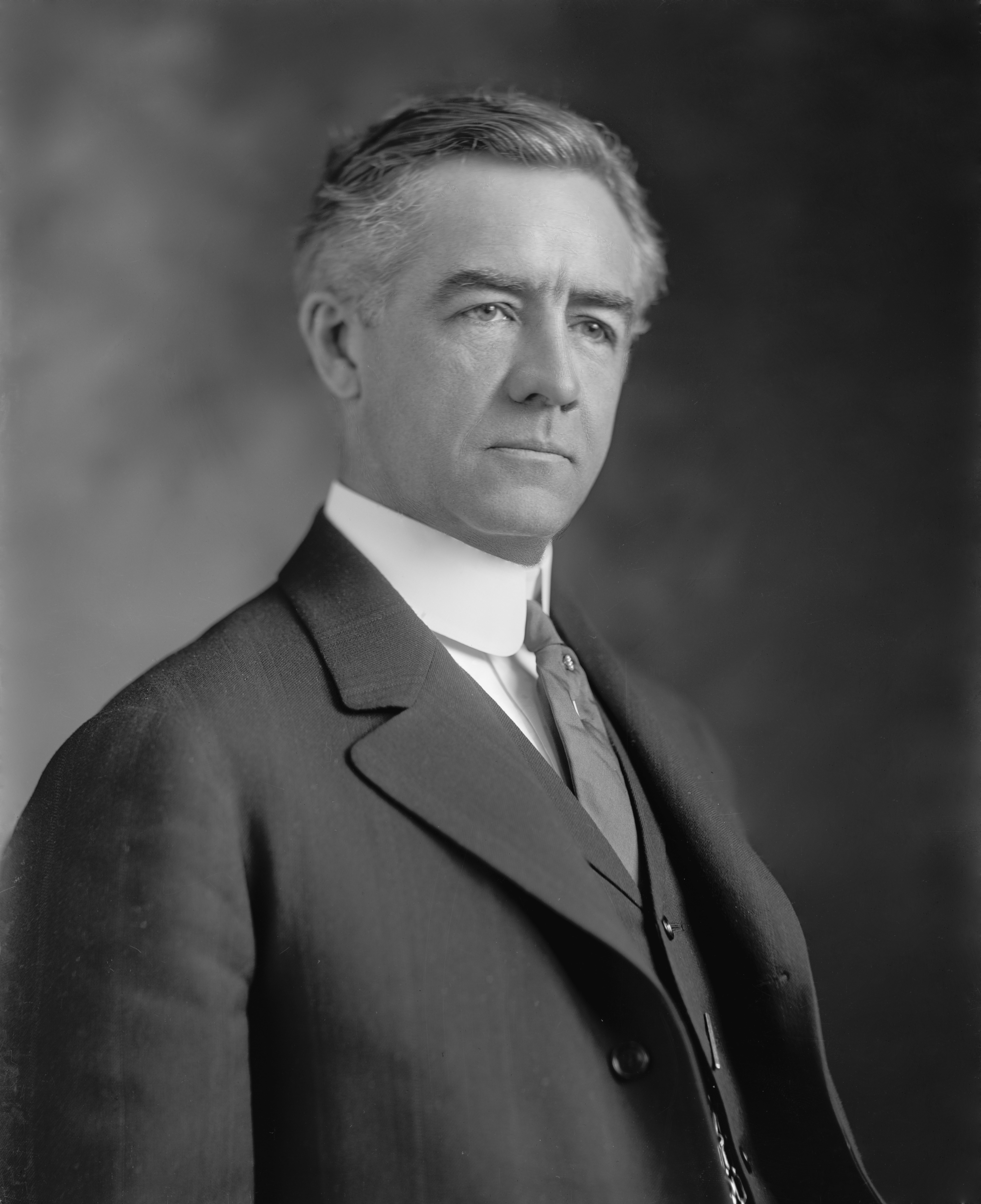
Gilbert Monell Hitchcock

Gilbert Monell Hitchcock (* 18. September 1859 in Omaha, Nebraska; † 3. Februar 1934 in Washington, D.C.) war ein US-amerikanischer Zeitungsverleger und Politiker, der Mitglied des US-Repräsentantenhauses und zwischen 1911 und 1923 US-Senator aus Nebraska war.

## Frühe Jahre
Seine Ausbildung erhielt Hitchcock, Sohn des US-Senators Phineas Warren Hitchcock, in den öffentlichen Schulen in Omaha und auf einem deutschen Gymnasium in Baden-Baden. Zurück in den Vereinigten Staaten, besuchte er die University of Michigan in Ann Arbor, wo er die Rechtswissenschaften studierte. Nach seinem Abschluss 1881 begann er in Omaha als Anwalt zu arbeiten. Doch schon vier Jahre später wandte er sich dem Journalismus zu und gründete die Zeitung Evening World. 1889 kaufte er den Morning Herald. Durch Zusammenlegung beider Blätter entstand die Zeitung Omaha World-Herald, die auch heute noch die größte Tageszeitung in Nebraska und in Teilen Iowas ist.

## Politischer Aufstieg
Im Zuge der Landwirtschaftskrise des Mittleren Westens kandidierte Hitchcock, dessen Familie traditionell republikanisch war, 1898 als Demokrat für das Repräsentantenhaus der Vereinigten Staaten; er musste sich jedoch seinen Mitbewerbern geschlagen geben. Er war auch Unterstützer von William Jennings Bryans erfolglosem Präsidentschaftswahlkampf. 1902 gelang Hitchcock schließlich der Einzug in den Kongress, wo er insgesamt drei Legislaturperioden (4. März 1903 bis 3. März 1905 und 4. März 1907 bis 3. März 1911) aktiv war. Auf eine weitere Kandidatur für das Repräsentantenhaus verzichtete er zugunsten seiner Nominierung für den Senat am 18. Januar 1911. Als Senator vertrat Hitchcock Nebraska bis zum 3. März 1923. Dort war er Mitglied des Committee on the Philippines, des Committee on Foreign Relations und des Committee on Forest Reservations and Game Protection.
Hitchcock stand zunächst Präsident Woodrow Wilson kritisch gegenüber. Selbst nach der Versenkung der Lusitania im Jahre 1915 sah er die Rolle der Vereinigten Staaten nicht als aktive Kriegsmacht, sondern schlug vor, Reparationen zu fordern. Doch im Folgenden unterstützte er Wilsons Kriegspolitik im Ersten Weltkrieg, vor allem nach der Zimmermann-Depesche und der Wiederaufnahme des U-Boot-Krieges durch Deutschland im Jahr 1917.
Nach dem Ersten Weltkrieg erklärte sich Hitchcock insbesondere zum Gegner von Frankreichs Politik im Zuge der Alliierten Rheinlandbesetzung. In diesem Zusammenhang äußerte er sich besonders den afrikanischen Angehörigen des französischen Militärs gegenüber rassistisch und bezeichnete sie als „Wilde“ und als „minderwertig“. Die New York Times vom 28. November 1922 zitiert Hitchcock wie folgt: „The gist of my charge is that France has quartered over 20.000 men of an inferior race, half savage, upon white people, that these men are quartered not only in barracks, but in the very houses of German citizens along the Rhine.“

## Lebensabend und Tod
Bei den Wahlen zum Kongress 1922 und 1930 war Hitchcock nicht mehr erfolgreich. Stattdessen nahm er seine Verlegertätigkeit in Omaha wieder auf. 1933 beendete er seine Berufslaufbahn und zog nach Washington, wo er am 3. Februar 1934 verstarb. Sein Leichnam wurde nach Nebraska überführt und auf dem Forest-Lawn-Friedhof beigesetzt.